# Adolphe Wansart
Adolphe Wansart, né le 18 octobre 1873 à Verviers et mort le 3 octobre 1954  à Bruxelles, est un peintre et sculpteur belge.

## Biographie
Adolphe Wansart était le fils du brigadier Henri Guillaume Wansart et d'Henriette Marie Augustine Frazier. Il a été formé à l'Académie de Liège. Son père, désormais retraité, a perçu le potentiel de son fils et a décidé de déménager la famille à Bruxelles afin qu'il puisse y poursuivre ses études. Adolphe est devenu élève de Jan Frans Portaels à l'Académie Royale des Beaux-Arts de Bruxelles. Wansart a fait ses débuts en tant que peintre au Salon de Bruxelles en 1893. Cette année-là, il a reçu le prix Godecharle pour son dessin "Âmes errantes". Il s'est installé à Uccle.
À partir de 1897, Wansart a travaillé dans l'atelier de Charles Van der Stappen à l'Académie de Bruxelles et s'est davantage consacré à la sculpture, tout en continuant à dessiner et à peindre. Il a sculpté notamment des bustes, des monuments commémoratifs, des monuments funéraires, des médailles et des reliefs. Henri Kerels répertorie dans sa monographie sur Wansart un total de 85 œuvres : "68 monuments, compositions et portraits, 13 médailles et 4 dinanderies." Wansart a réalisé plusieurs sculptures de sa femme, l'artiste Lucie Desmet (1873-1943), qu'il avait rencontrée à l'Académie de Bruxelles et épousée en 1894. À propos du buste d'elle qu'il a exposé en 1925 à l'Exposition triennale de Gand, le critique d'art Leo Van Puyvelde a écrit sur Wansart, "dont le fort Portrait de sa femme est un exemple magnifique du sentiment moderne pour le volume avec des surfaces solides et de grandes lignes, sans trop grande déviation de la nature ou attachement trop strict à la réalité." En 1927, l'artiste s'est installé avec sa femme et son fils Eric Wansart à Rueil-Malmaison, près de Paris, tout en maintenant son atelier à Uccle. Il concevait principalement en France et réalisait en Belgique.
Ses plus grandes œuvres ont été réalisées pour la ville de Liège : la plus large est le relief de 24 mètres de long intitulé "Liège, Arts et Sciences" pour l'entrée du Palais des Fêtes, construit pour une exposition internationale sur la technologie de l'eau en 1939. C'est une représentation allégorique de la ville, avec son passé industriel et culturel. Il a également réalisé un chevalier de six mètres de haut avec un bouclier et une épée (1948-1950), exécuté en pierre bleue. Le chevalier symbolise l'Pays-Bas bourguignons, l'une des quatre périodes représentées de part et d'autre du Pont des Arches de Liège.
Wansart est décédé à l'âge de 80 ans. Une avenue a été nommée en son honneur à Uccle.

## Œuvres
- Le Moyen Âge, sculpture décorant une pile du Pont des Arches à Liège
- La Navigation, sculpture ornant le sommet de la façade principale du Palais des expositions du Heysel à Bruxelles
- Le fronton d'entrée du Palais des Beaux Arts de Liège (actuel Palais des Sports) pour l'Exposition internationale de la technique de l'eau de 1939

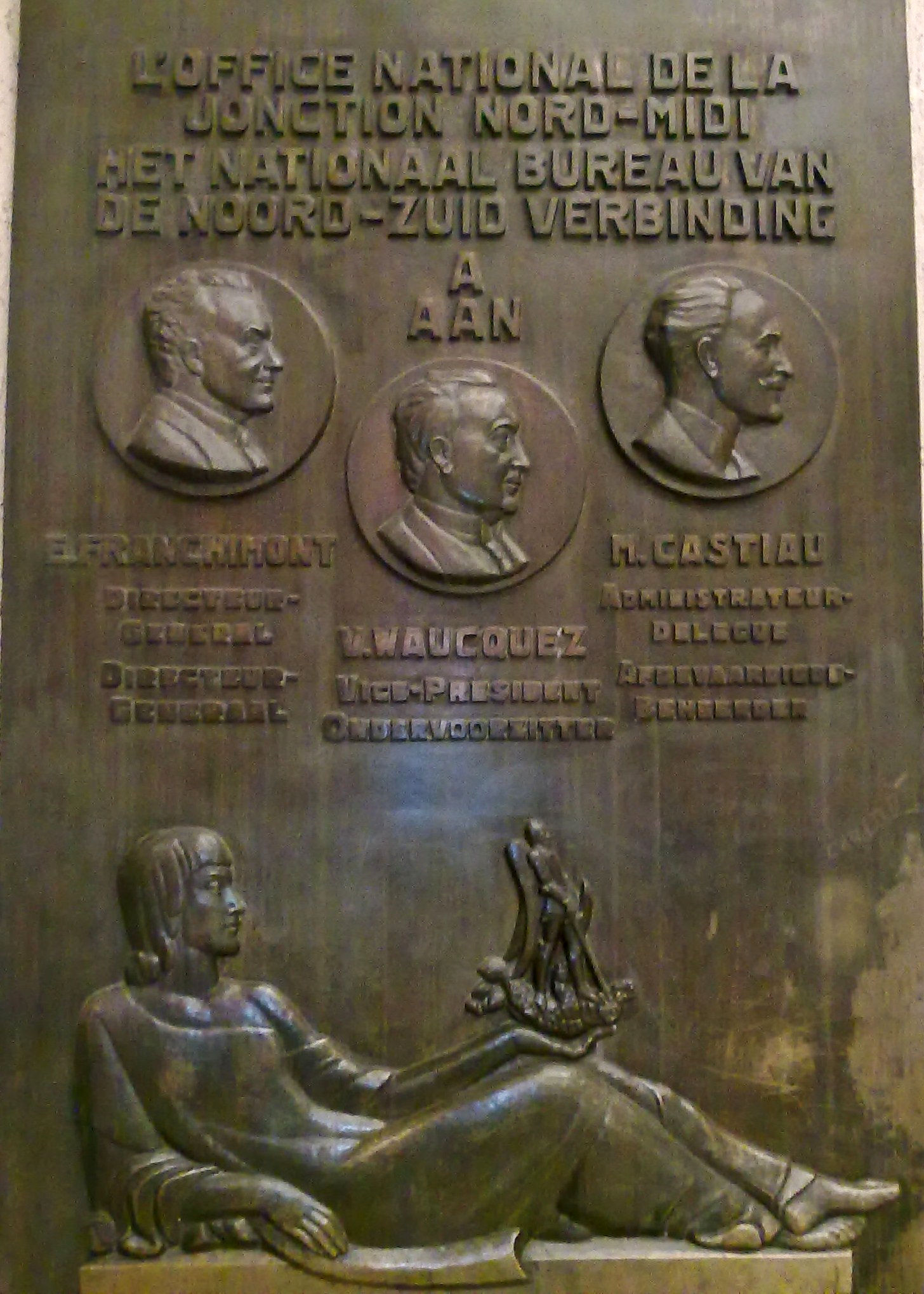
Ligne 0 Bruxelles-Midi - Bruxelles-Nord
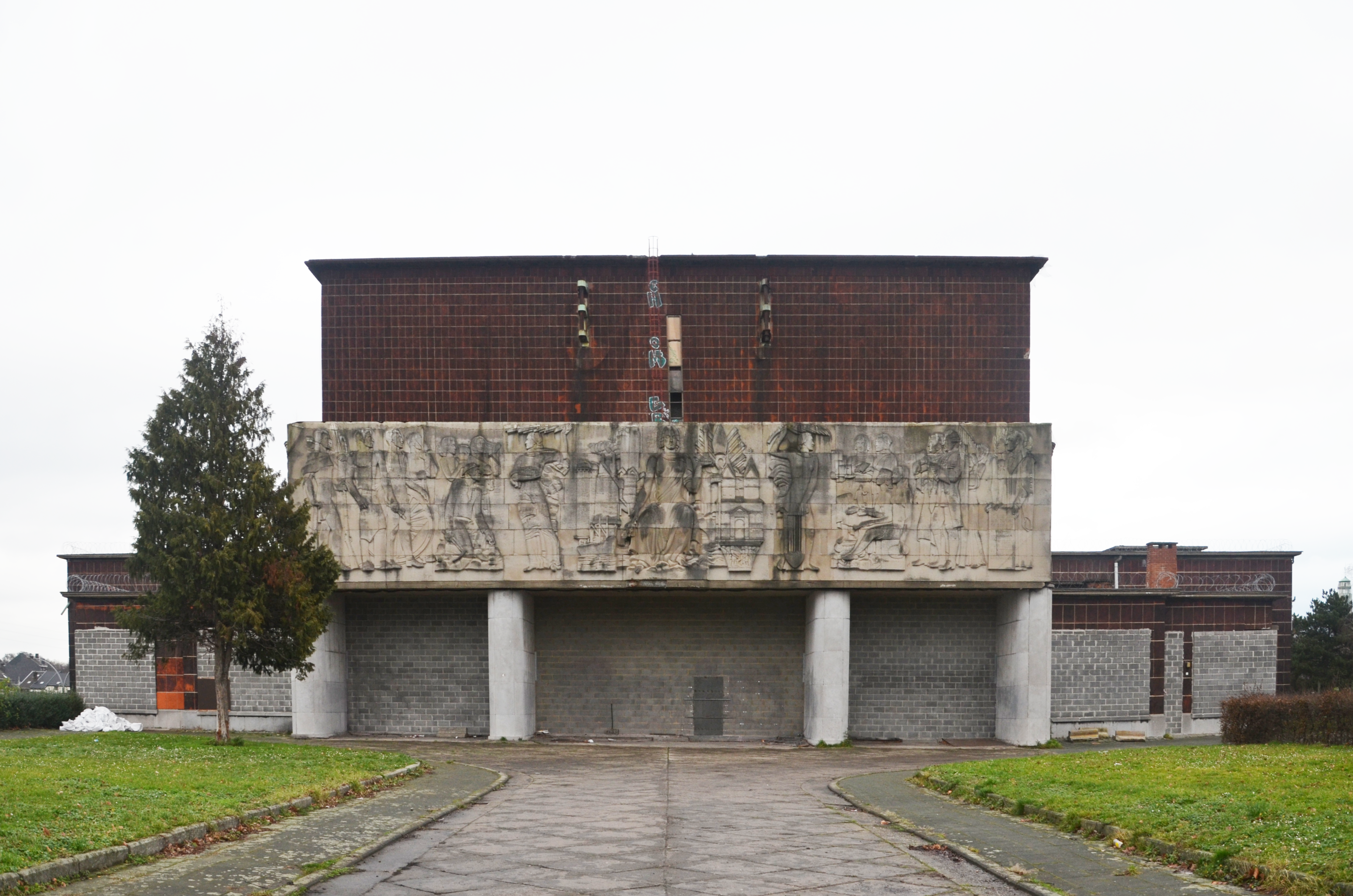
Palais des Beaux Arts (actuel Palais des Sports), Liège
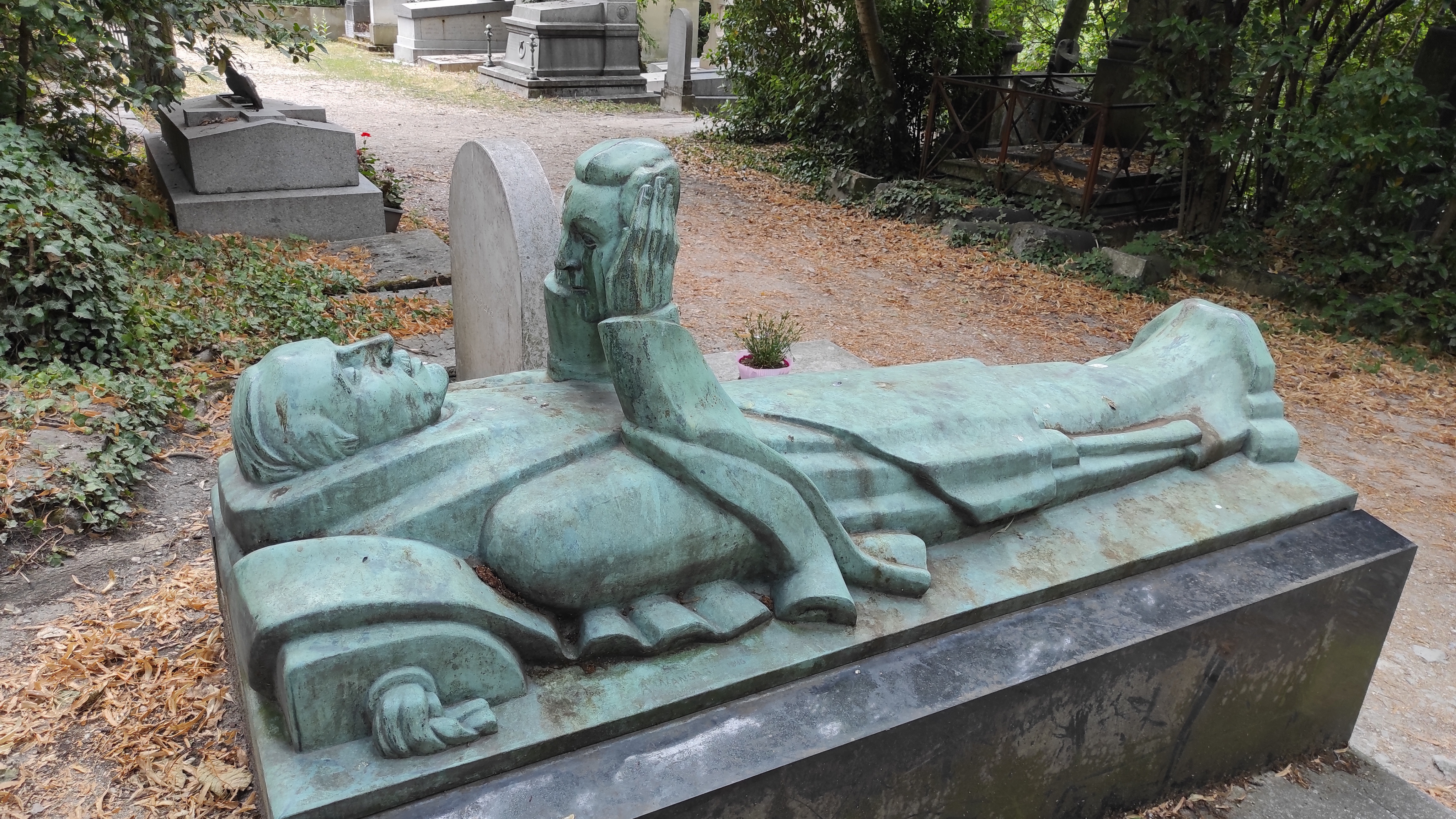
Tombe d'Arbelot (Père-Lachaise)
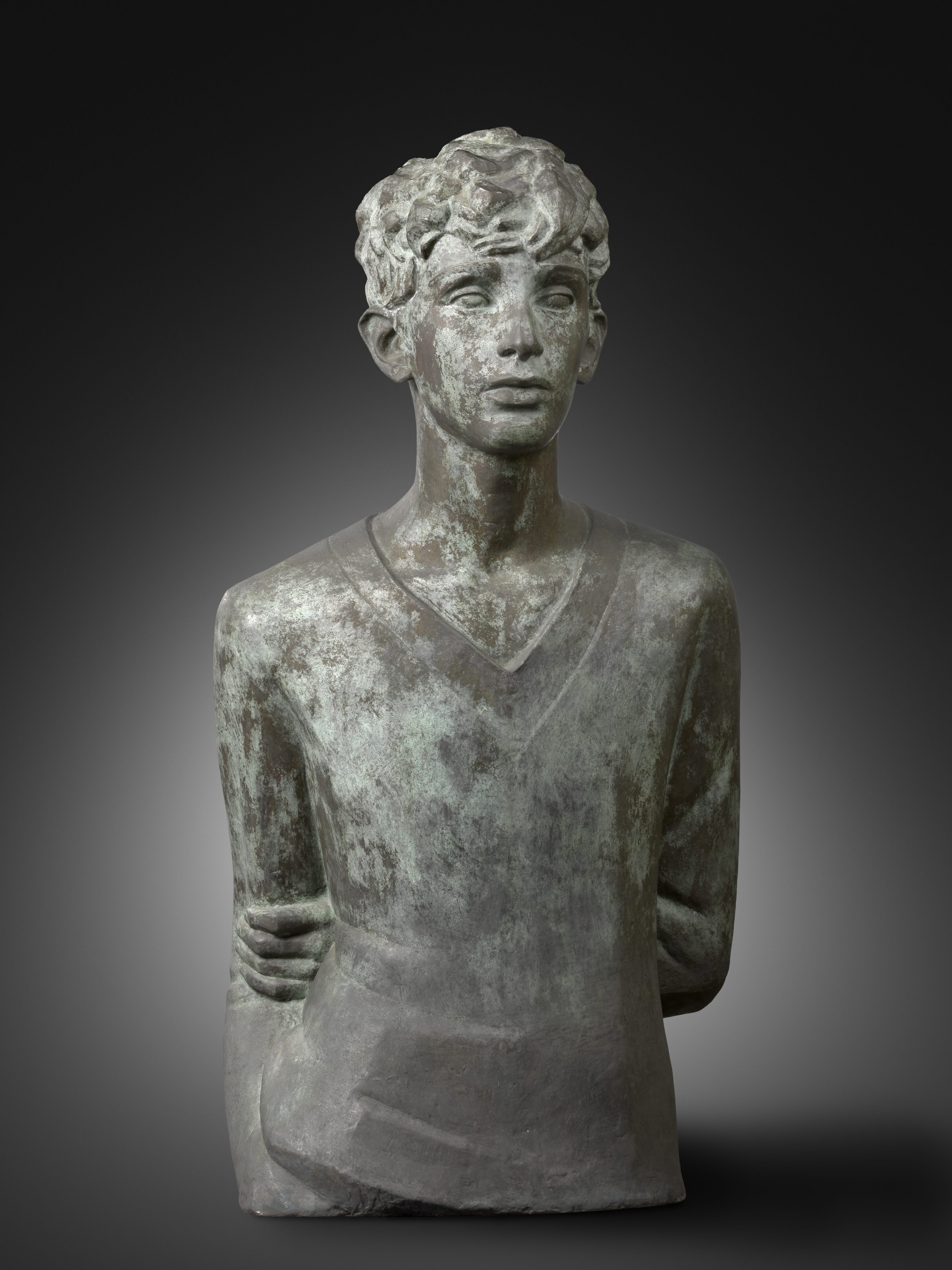
Statue de Claude Lyr